# ヴィオール橋
ヴィオール橋（フランス語：Viaduc du Viaur）はフランスのヴィオール川の谷を渡っている鉄道橋でロデーズ-アルビ間を結ぶ路線を通している。アヴェロン県のトーリアック＝ドゥ＝ノーセルとタルヌ県のタニュの間にある。1887年に行われた橋梁設計競技（コンペ）の結果、バティニョル社（現在はSpie-Batignolles社）のポール・ボダンの案が選ばれ（参加者の中にはギュスターヴ・エッフェルもいた）、1897年から1902年にかけて建設された。
ヴィオール橋はリベット留めされた鋼鉄製のカンチレバートラス橋である。2つの片持ち梁からなり、中央部の関節で結合されている。それぞれの梁は谷底の橋台で支えられている。この時代鉄道橋に吊り橋を使うのは不可能だったのでカンチレバー橋は長大な鉄道橋を架ける唯一の方法だったのである。このような形式の橋はフランスではヴィオール橋しか存在しない。ヴィオール橋の特別なところは線路が橋の頂上を通っていることである。同様の形式をとるフォース鉄道橋やケベック橋では線路は橋の中央部を通っている。